# Péninsule Ozernoï
Pour les articles homonymes, voir Ozernoï (homonymie).
La péninsule Ozernoï (en russe : Полуостров Озерной, littéralement « péninsule lacustre ») est une péninsule située dans le raïon Karaguinski, dans l'est de la péninsule du Kamtchatka, dans l'Extrême-Orient russe. La péninsule s'avance à l'intérieur de la mer de Béring et sépare le golfe Karaguinski (au nord) de la baie Ozernoï (au sud).
Le péninsule s'achève par le cap Ozernoï à son extrémité orientale.